# جرجر السفلى (حسيني)
جرجر السفلى (بالفارسية: گرگرسفلی) هي منطقة سكنية تقع في إيران في قسم حسيني الريفي. يقدر عدد سكانها بـ 119 نسمة بحسب إحصاء 2016.